# Nový židovský hřbitov v Pardubicích
Nový židovský hřbitov v Pardubicích se nachází v jižní části města Pardubice jako severovýchodní součást Centrálního hřbitova v ulici K Židovskému hřbitovu. Založen byl roku 1883 a je stále činný. V celkem deseti řadách se zde nachází více než 400 náhrobků. Součástí je i sedm náhrobků, přenesených ze starého židovského hřbitova, z nichž nejstarší pochází z roku 1739. U východní zdi hřbitova se nachází hrob 7 obětí železničního transportu z vyhlazovacího tábora Auschwitz-Birkenau. Dále se v areálu nachází pomník obětem nacismu z roku 1948 a obřadní síň, na níž je umístěna deska s počty obětí okolních židovských náboženských obcí. Součástí obřadní síně je malá expozice věnovaná historii pardubického židovstva. Od roku 1958 je hřbitov státem veden jako památka.
Mezi osoby pohřbené na tomto hřbitově patří například Viktor Vohryzek, podnikatel a předseda zdejší ŽNO Jakob Winternitz, Stanislav Schulhof či Hanuš Thein.